# Aglicon
Un aglicon (adesea denumit și genină) este o parte a unei glicozide fără conținut glucidic. Agliconul este restul ce rămâne după ce o grupă glicozidică dintr-o glicozidă este substituită cu un atom de hidrogen.
De exemplu, în glicozidele cardiotonice, agliconul este reprezentat de o moleculă steroidică.